# Augusten Burroughs

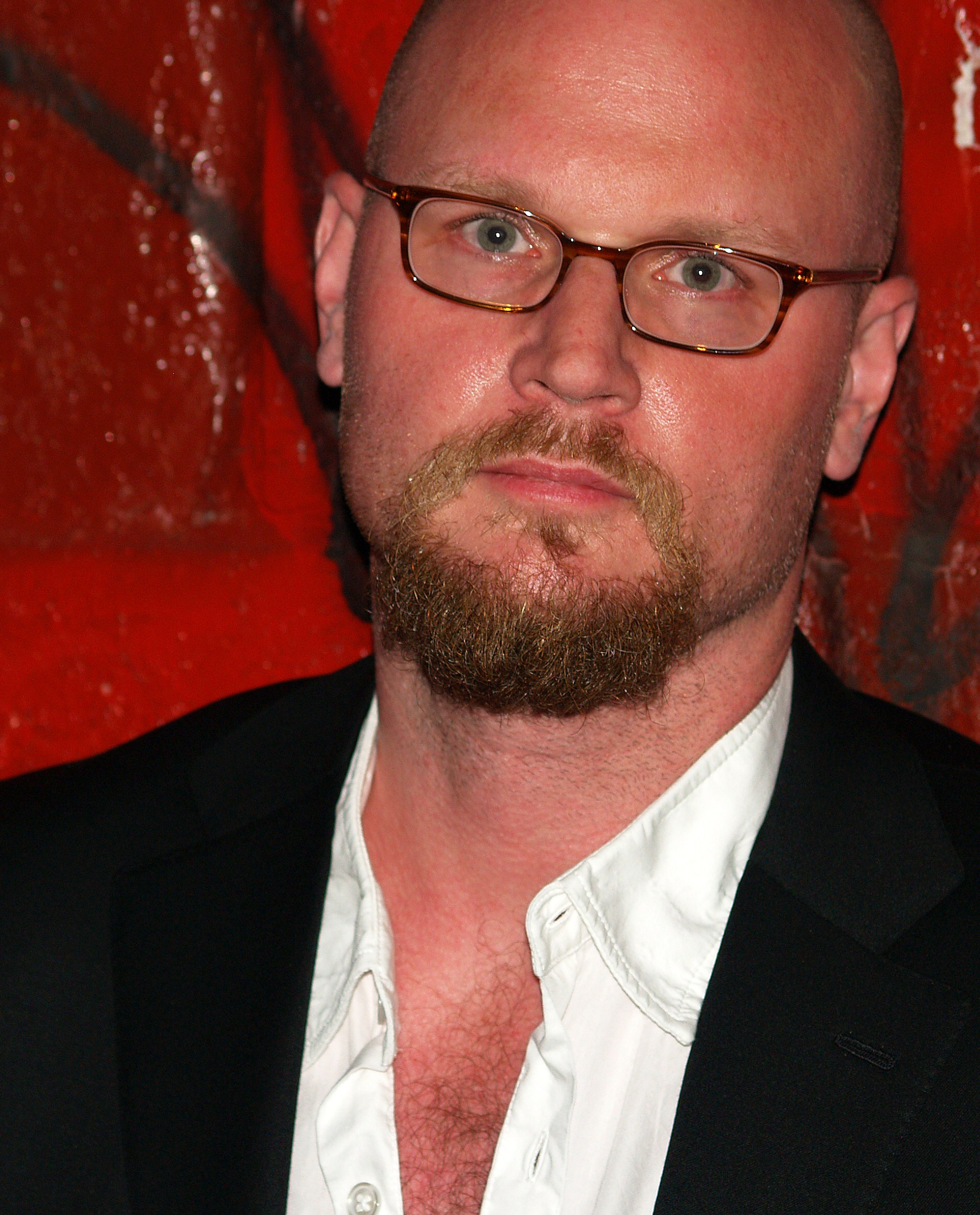
Augusten Burroughs

Augusten Xon Burroughs (eigentlich Christopher Robison, * 23. Oktober 1965 in Pittsburgh, Pennsylvania, USA) ist ein US-amerikanischer Schriftsteller und Journalist, bekannt geworden mit seinem autobiographischen Bestseller „Running with Scissors“ (2002, dt. „Krass!“), welcher verfilmt als Krass auch in Deutschland zu sehen war.
Burroughs ist Sohn der Autorin Margaret Robison und des früheren Dekans der Philosophischen Fakultät der University of Massachusetts Amherst, John G. Robison. 
Er lebt in New York und Amherst, Massachusetts.

## Bibliographie
- 2000 – Sellevision (ISBN 0-312-26772-X) (dt. Titel: Teleshop, ISBN 978-3-499-24108-6)
- 2002 – Running with Scissors (ISBN 0-312-28370-9) (dt. Titel: Krass!, ISBN 978-3-499-23505-4)
- 2003 – Dry (ISBN 0-312-42379-9) (dt. Titel: Trocken!, ISBN 978-3-499-23506-1 und ISBN 3-498-00633-9)
- 2004 – Magical Thinking (ISBN 0-312-31594-5) (dt. Titel: Werbepause, ISBN 978-3-499-23776-8)
- 2006 – Possible Side Effects (ISBN 0-312-31596-1) (dt. Titel: Mögliche Nebenwirkungen, ISBN 978-3-499-24667-8)
- 2008 – A Wolf at the Table (ISBN 0-753-51683-7)
- 2009 – You better not cry (ISBN 0-312-34191-1)
- 2012 – This Is How: Proven Aid in Overcoming Shyness, Molestation, Fatness, Spinsterhood, Grief, Disease, Lushery, Decrepitude & More. For Young and Old Alike. (ISBN 9780312563554)